# Колумбайн (Колорадо)
Колумбайн (англ. Columbine) — статистически обособленная местность в округах Джефферсон и Арапахо в штате Колорадо, США. Входит в состав агломерации Денвера. Часть населённого пункта, расположенная в округе Джефферсон,  находится непосредственно к югу от Денвера. Население по данным переписи 2020 года составляло 25 229 человек.

## История

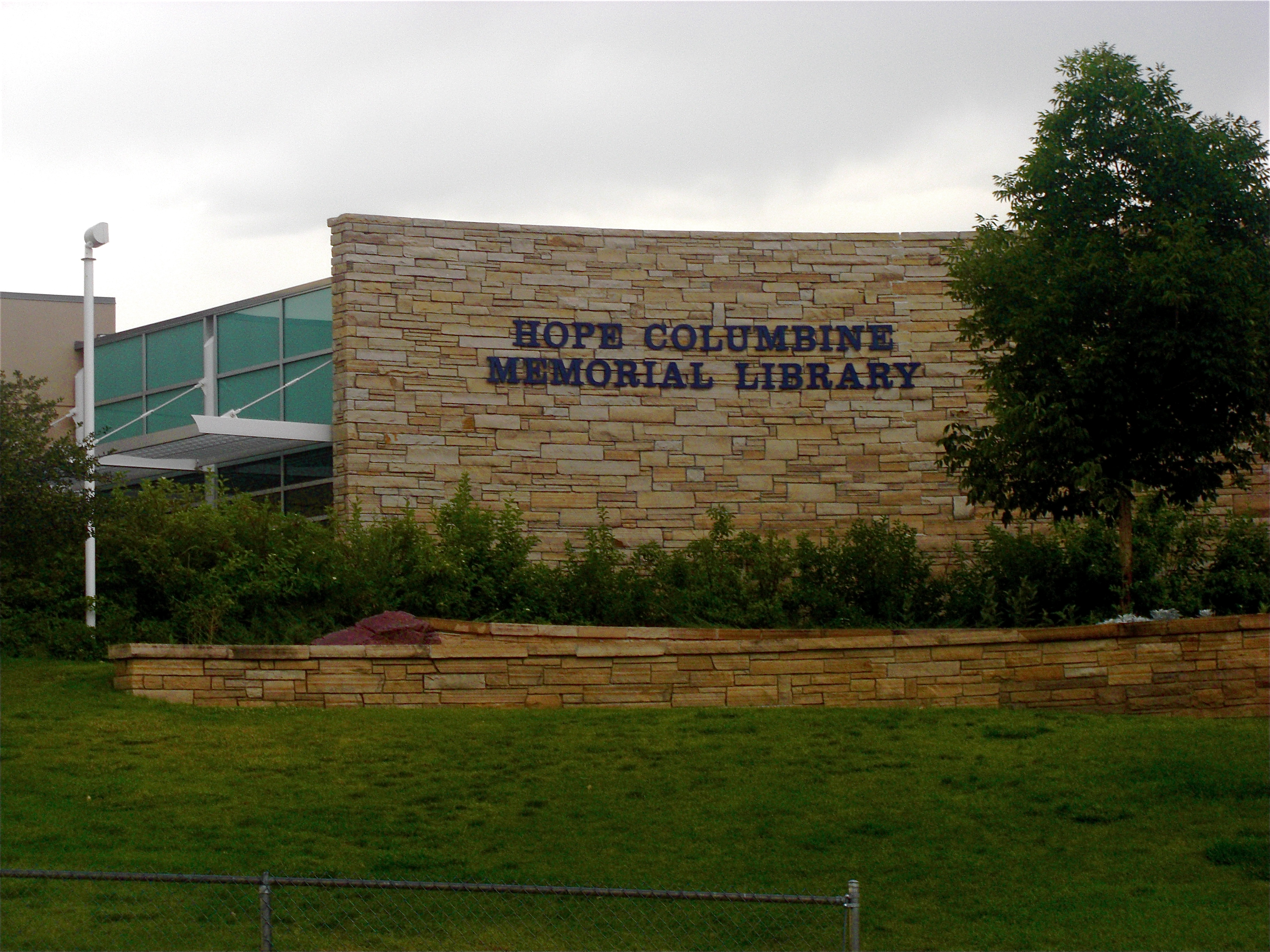
Мемориальная библиотека Хоп в Колумбайне.

Территория Колумбайна начала активно застраиваться в годы космической гонки с 1958 по 1968 год благодаря строительству ракетного завода компании Lockheed Martin в Литлтоне. Его население впервые превысило 20 000 человек в 1980 году.
В 1999 году Колумбайн стал местом одного из самых известных массовых убийств в местной старшей школе, совершенного Эриком Харрисом и Диланом Клиболдом.

## География
Колумбайн в основном расположен на восточной окраине округа Джефферсон, однако небольшая часть расположена в округе Арапахо. Колумбайн граничит на востоке с Литлтоном и долиной Колумбайн, а на западе с Кен-Карилом. Граница Денвера расположена в 0,48 км к северу от северной границы Колумбайна, а на юге поселение простирается до плотины водохранилища Чатфилд.
Колумбайн имеет площадь 17,491 км2, из которых 17,173 суша, и 0,318 км2 водная поверхность.

## Население
Бюро переписи населения США первоначально выделило Колумбайн в переписи населения 1980 года.
По переписи 2000 года в Колумбайне проживало 24 095 человек, было зарегистрировано 8 656 домохозяйств, и 6 933 семьи. Плотность населения составила 1401,4 человека на квадратный километр. Имелось 8800 единиц жилья со средней плотностью 511,8 человек на квадратный километр. Расовый состав был следующим: 94,82% белых, 0,47% афроамериканцев, 0,40% коренных американцев, 1,16% азиатов, 0,12% жителей островов Тихого океана, 1,57% представителей других рас и 1,46% представителей двух или более рас. Латиноамериканцы любой национальности составили 5,58%.
Из 8656 домохозяйств в 38,1% проживали дети в возрасте до 18 лет, 69,7% составляли супружеские пары, живущие вместе, в 7,3% проживали женщины без мужа, а 19,9% не были семейными. 15,8% домохозяйств состояли из одного человека, а 3,9% - из одного человека в возрасте 65 лет и старше. Средний размер домохозяйства составлял 2,77 человек, а средний размер семьи - 3,11 человек.
Возрастная структура была следующей: 27,0% жителей в возрасте до 18 лет, 6,5% в возрасте от 18 до 24 лет, 28,0% в возрасте от 25 до 44 лет, 29,3% в возрасте от 45 до 64 лет и 9,2% в возрасте 65 лет и старше. Средний возраст составил 39 лет. На каждые 100 женщин приходилось 99,6 мужчин. На каждые 100 женщин в возрасте 18 лет и старше приходилось 96,3 мужчин.
Средний доход домохозяйства составил 71 319 долларов США, а средний доход семьи — 77 866 долларов США (по оценкам 2007 года, эти цифры возросли до 78 203 долларов США и 88 515 долларов США соответственно). Средний доход мужчин составлял 51 300 долларов против 35 713 долларов у женщин. Доход на душу населения составил 28 471 доллар. Около 1,6% семей и 2,0% населения находились за чертой бедности, в том числе 2,7% лиц в возрасте до 18 лет и 2,2% лиц в возрасте 65 лет и старше.

## Образование
Часть поселения, входящая в округ Джефферсон, обслуживается государственными школами округа Джефферсон.
- Зонированные начальные школы: Колумбайн-Хиллз, Датч-Крик, Ливуд и Норманди[10].
- Средняя школа Кен-Карила[11]
- Старшая школа Колумбайн[12]

Часть Колумбайна в округе Арапахо обслуживается государственными школами Литтлтона.
Публичная библиотека округа Джефферсон управляет библиотекой Колумбайн. Она открылась в 1989 году, а расширение и реконструкция были завершены в 2017 году.